# Mariposa (Californie)
Mariposa (papillon en espagnol) est le chef-lieu du comté de Mariposa dans l'État de Californie, aux États-Unis. Cette localité, qui regroupe 2 173 habitants (recensement de 2010), est située à une demi-heure du parc national de Yosemite et offre des possibilités d'hébergement. Son activité est ainsi essentiellement touristique.
Mariposa est une ville typique de l'Ouest américain. Sa rue principale rappelle les westerns d'antan, et toute la ville est entourée de forêts de pins.
La ville comprend un hôtel Best Western, quelques bars, quelques restaurants (dont un restaurant français) et plusieurs boutiques de souvenirs.

## Démographie
| Groupe                           | Mariposa | Californie | États-Unis |
| -------------------------------- | -------- | ---------- | ---------- |
| Blancs                           | 87,2     | 57,6       | 72,4       |
| Autres                           | 2,7      | 17,4       | 6,4        |
| Amérindiens                      | 4,8      | 1,0        | 0,9        |
| Métis                            | 3,4      | 4,9        | 2,9        |
| Asiatiques                       | 1,4      | 13,1       | 4,8        |
| Afro-Américains                  | 0,5      | 6,2        | 12,6       |
| Total                            | 100      | 100        | 100        |
|                                  |          |            |            |
| Hispaniques et Latino-Américains | 9,9      | 37,6       | 16,7       |

Selon l'American Community Survey, pour la période 2011-2015, 81,99 % de la population âgée de plus de 5 ans déclare parler anglais à la maison, alors que 15,81 % déclare parler l'espagnol et 0,60 % une autre langue.
Toujours selon l'American Community Survey, en 2010-2014, un tiers des Amérindiens de Mariposa sont des Apaches.
| 2000  | 2010  | - | - | - | - |
| ----- | ----- | - | - | - | - |
| 1 373 | 2 173 | - | - | - | - |

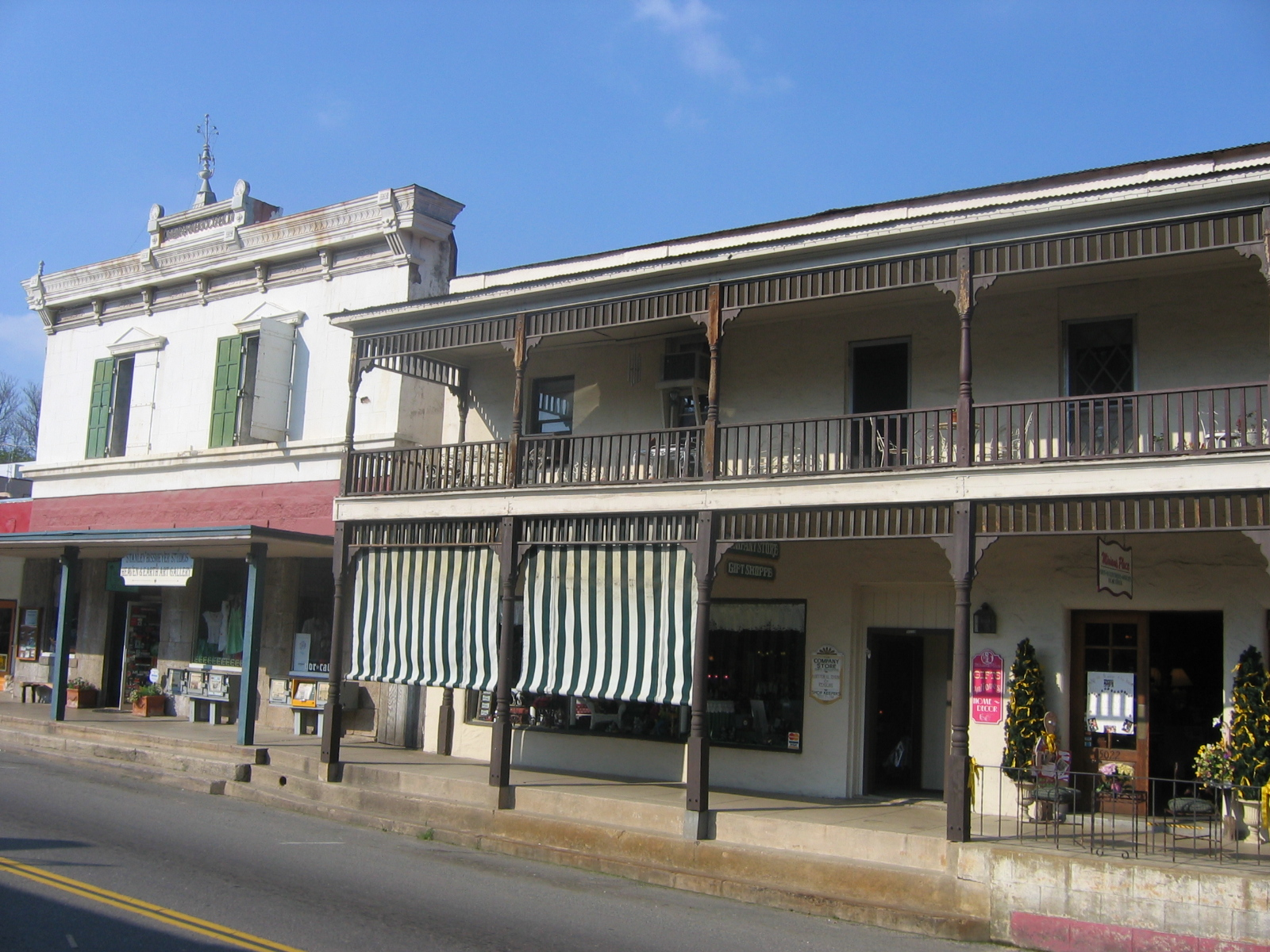
Mariposa.
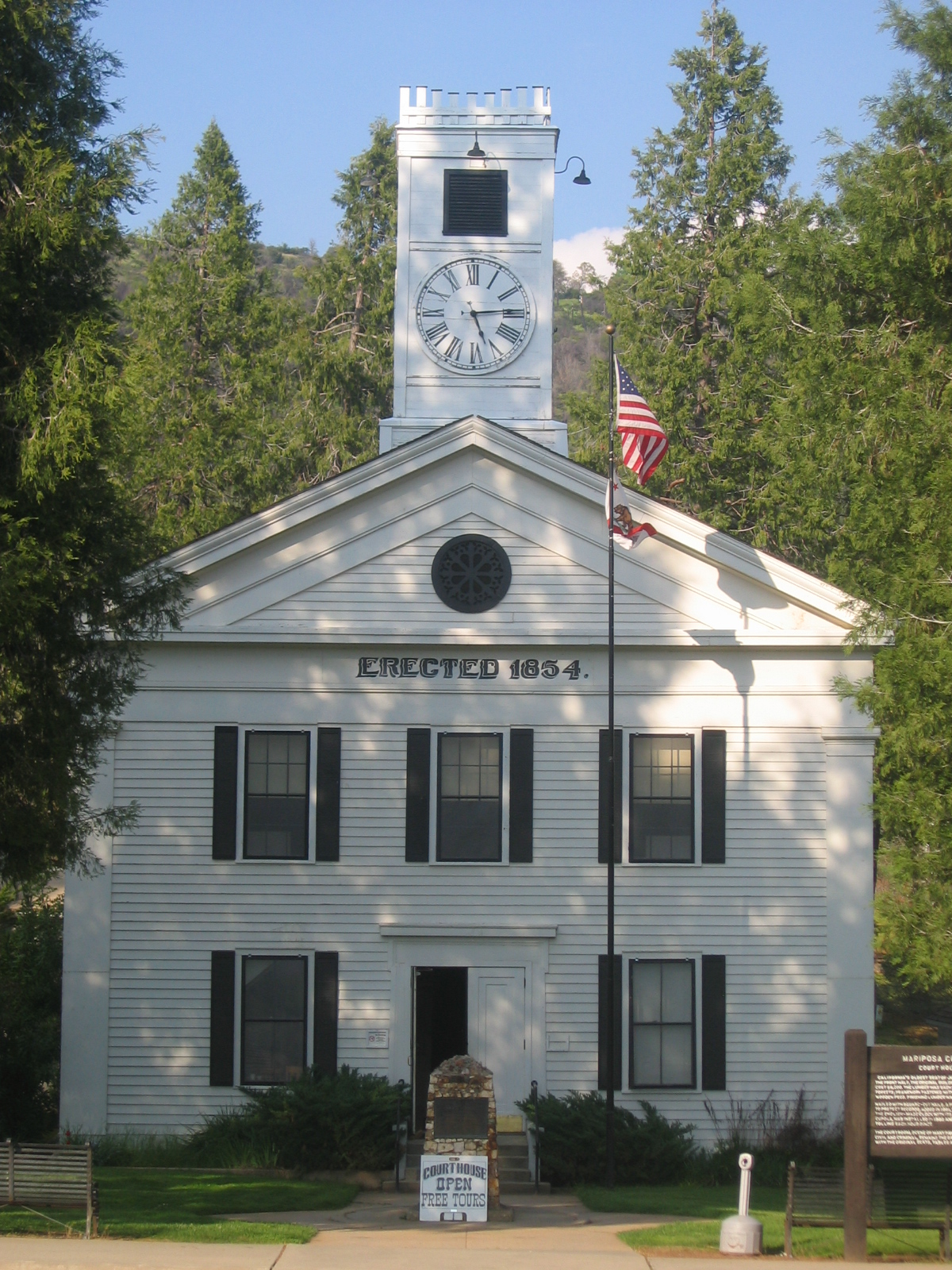
La cour du comté, 1854.